# Falsoserixia rubrithorax
Falsoserixia rubrithorax là một loài bọ cánh cứng trong họ Cerambycidae.